# Adler 25/55
L'Adler 25/55 est une automobile du constructeur allemand Adler produite entre 1912 et 1914.

## Production
L’entreprise basée à Francfort-sur-le-Main a commencé à produire des automobiles en 1900. Le nom de la marque était Adler.
La 25/55 est apparue en 1912 et avait un moteur quatre cylindres en ligne de 6533 cm³. L’alésage était de 114 mm et la course de 160 mm. La puissance maximale était de 55 HP, et dans certains véhicules, elle atteignait également 60 HP. Le régime à la puissance maximale était de 1800 tours par minute.
La 25/55, également connue sous le nom de 50/55, était disponible en biplace, en voiture de tourisme et en berline. L’empattement du biplace était de 3200 mm, tandis que les autres véhicules en recevaient un de 3500 mm. La largeur de la voie à l’avant et à l’arrière était de 1400 mm. Les roues étaient en bois à rayons. Cependant, des roues à rayons métalliques de la société Rudge pouvaient également être commandées. La boîte de vitesses à quatre rapports était réglée par un embrayage à cône en cuir. Le couple était envoyé à l’essieu arrière via un arbre à cardan. Les freins agissaient soit par l’intermédiaire de mâchoires extérieures sur la boîte de vitesses, soit sur les roues arrière. La production a été arrêtée à la fin de 1914. Le successeur de la 25/60 a été introduit au début de 1915.

## Galerie

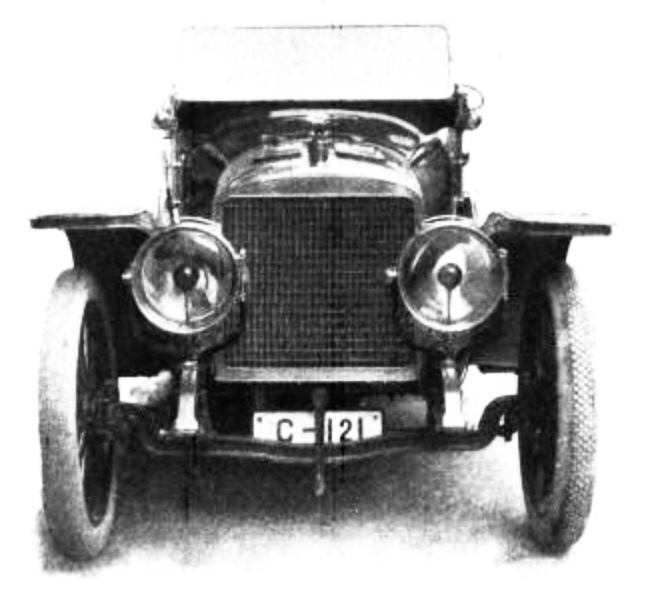
Adler 25/55 avant (1912)